# Gnophos strandiata
Gnophos strandiata är en fjärilsart som beskrevs av Fuchs 1903. Gnophos strandiata ingår i släktet Gnophos och familjen mätare. Inga underarter finns listade i Catalogue of Life.